# Ernesto Sabato
Ernesto Sabato (de vegades escrit Ernesto Sábato, segons la pronúncia esdrúixola d'aquest cognom d'origen italià) (1911-2011) fou un novel·lista argentí, amb una obra caracteritzada per un profund contingut intel·lectual sobre la separació entre el bé i el mal.

## Biografia
Va néixer el 24 de juny del 1911 a Rojas, a la província de Buenos Aires, en una família d'origen italià. Penúltim d'onze fills, és enviat a la ciutat de La Plata a iniciar els estudis secundaris. Allà es va matricular a la Facultat de Ciències Físiques i Matemàtiques de la Universitat local i s'afilià al Partit Comunista, el qual abandona després d'un viatge a Brussel·les on obté informació dels crims comesos pel règim de Ióssif Stalin. El 1937 viatja a París amb una beca i estableix contactes amb els surrealistes. A principis de la dècada dels quaranta decideix deixar la seva professió de físic i instal·lar-se en un modest terreny a les serres de Córdoba, al seu país natal. Allí escriu el llibre d'assajos Uno y el universo (1945), amb el qual obté la Faixa d'Honor de la Societat Argentina d'Escriptors. Treballa a París amb la UNESCO. De nou a Buenos Aires és nomenat director general de Relacions Culturals del Ministeri de Relacions Exteriors, càrrec que abandona per dedicar-se de ple a la literatura.
Sábato va ser nomenat Cavaller de la Legió d'Honor francesa el 1979, i el 1984 va obtenir el Premi Miguel de Cervantes del Ministeri de Cultura d'Espanya. Compromès amb la defensa dels drets humans, un cop acabada la dictadura militar argentina, el 1983 va presidir la CONADEP, la comissió nacional responsable d'aclarir la situació dels desapareguts. Els darrers anys de la seva vida havia denunciat de forma constant l'horror creat pels militars argentins.
Des de feia anys, la seva progressiva disminució de la vista l'havia allunyat de l'escriptura i la lectura, encara que va descobrir la pintura, a la qual dedicava gran part del seu temps a la seva residència de Santos Lugares, a la província de Buenos Aires, on vivia des del 1945. Va morir el 30 d'abril del 2011 a casa seva, gairebé als cent anys.

## Obres
La seva producció assagística, els temes de la qual se centren en els problemes de l'art i la literatura, de l'artista i de l'escriptor i la seva relació amb la realitat, està reunida en Hombres y engranajes (1951), Heterodoxia (1953), El otro rostro del peronismo (1956), El escritor y sus fantasmas (1963), Tango, discusión y clave (1963), Itinerario (1969), Tres aproximaciones a la literatura de nuestro tiempo (1970), Claves políticas de Ernesto Sabato (1972), Apologías y rechazos (1979), Robotización del hombre (1981) i Páginas escogidas (1984). La seva producció narrativa es concentra en la trilogia composta per El túnel (1948), Sobre héroes y tumbas (1961) i Abadddón el exterminador (1974).

## Textos d'Ernesto Sabato a Internet
- Aquí es pot consultar una àmplia llista de textos d'E. Sabato Arxivat 2006-10-11 a Wayback Machine. (castellà)
- Ernesto Sabato: El túnel Arxivat 2008-03-25 a Wayback Machine. (castellà)
- Frases y citas célebres de Ernesto Sabato Arxivat 2021-04-13 a Wayback Machine. (castellà)